# Evangelisches Pfarrhaus (Böckingen)

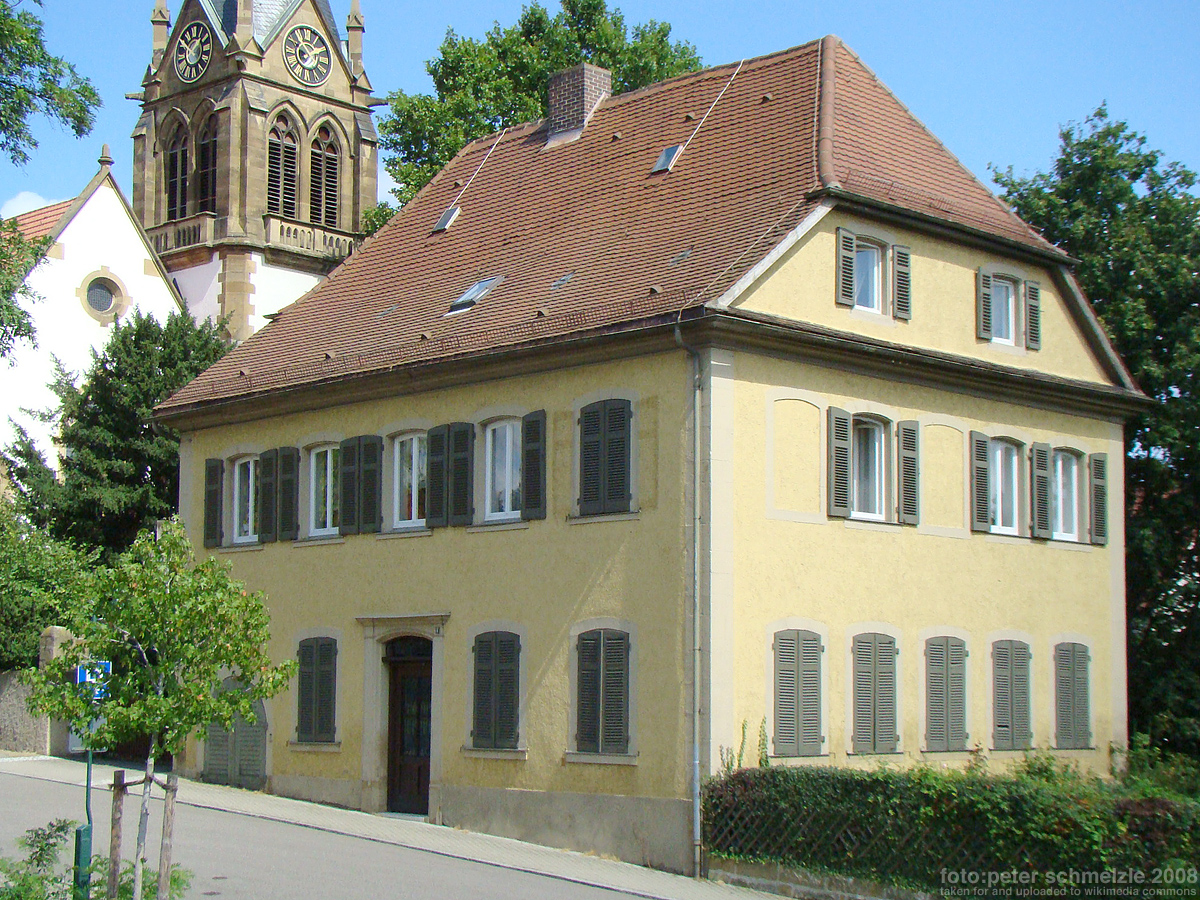
Evangelisches Pfarrhaus in Heilbronn-Böckingen

Das  Evangelische Pfarrhaus an der Kirchsteige 8 im Heilbronner Stadtteil Böckingen steht als Kulturdenkmal unter Denkmalschutz.
Es wurde 1780 südlich der Böckinger Pankratiuskirche an der Stelle eines früheren, 1634 abgebrannten Pfarrhauses errichtet. Der Baumeister des spätbarocken Hauses mit Eckquaderung, Steingewänden und symmetrischen Tür- und Fensteröffnungen war vielleicht Johann Christoph Keller.